# Fröschnitzbach
Der Fröschnitzbach ist ein linker Nebenfluss der Mürz im Nordosten der Steiermark, Österreich.

## Name
Die erste schriftliche Erwähnung fand 1160 als amnis Froscnice statt. Der Name setzt sich zusammen aus dem slawischen Wort **broč (='Färberröte, Krapp') und der Endung -itz.

## Verlauf
Der Fröschnitzbach entspringt in den östlichen Ausläufern der Fischbacher Alpen, nordwestlich des Harterkogels. Er fließt nach Norden, vereinigt sich mit dem Stuhlecker Bach und biegt dann nach Nordwesten ab. Bei Steinhaus am Semmering nimmt er von rechts den Dürrbach auf und wendet sich nach Westen. Hier fließt er zwischen den Fischbacher Alpen im Süden und den südlichen Ausläufern der Rax-Schneeberg-Gruppe im Norden bis Mürzzuschlag, wo er in die Mürz mündet.

## Orte
Während das obere Tal des Fröschnitzbaches schmal und wenig besiedelt ist, liegen in der unteren Talhälfte mehrere Orte:

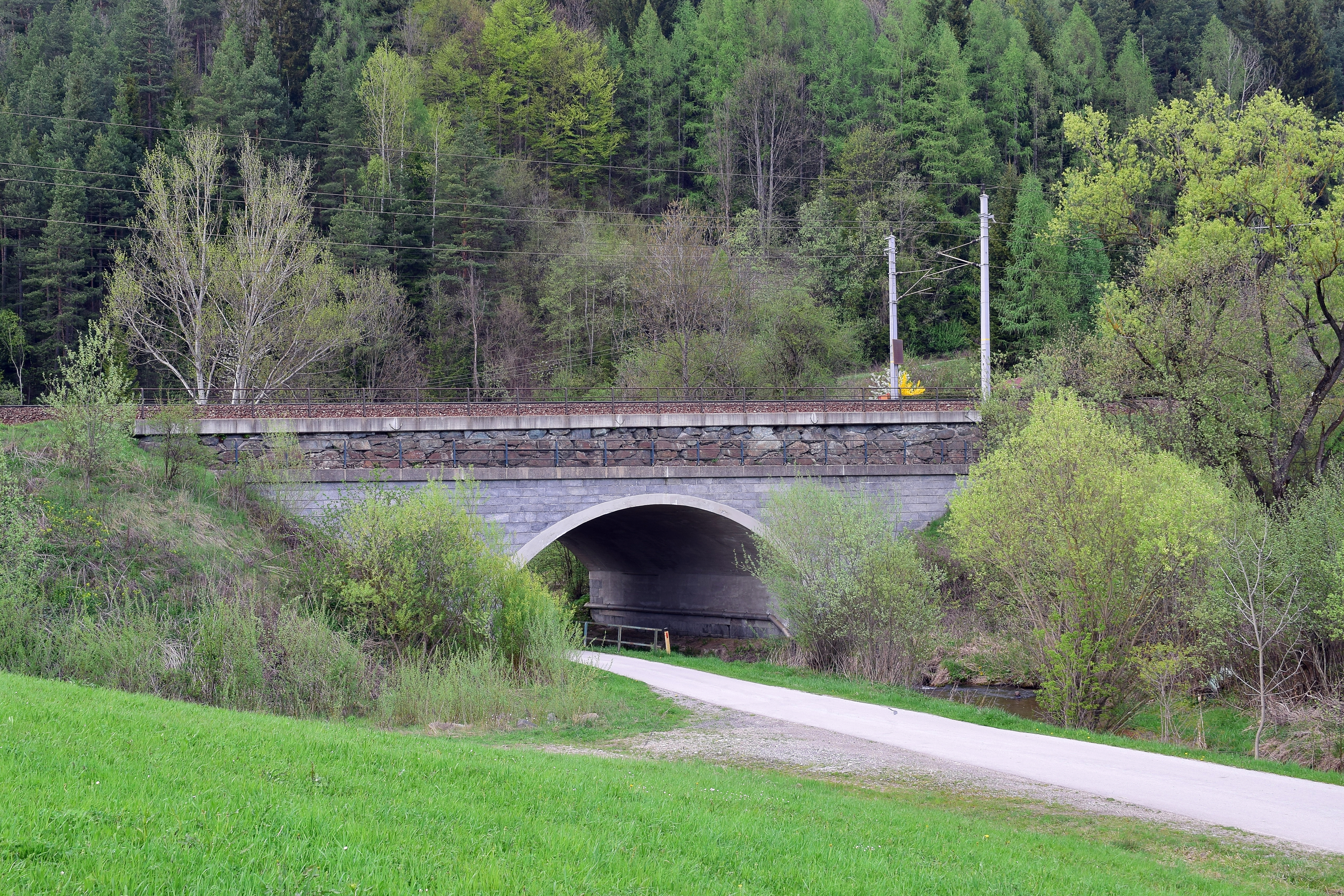
Die Semmeringbahn quert den Fröschnitzbach bei Edlach

- Steinhaus am Semmering
- Spital am Semmering
- Mürzzuschlag

## Nebenbäche
Das Einzugsgebiet des Fröschnitzbaches beträgt 92,27 Quadratkilometer. Die wichtigsten Nebenbäche sind:

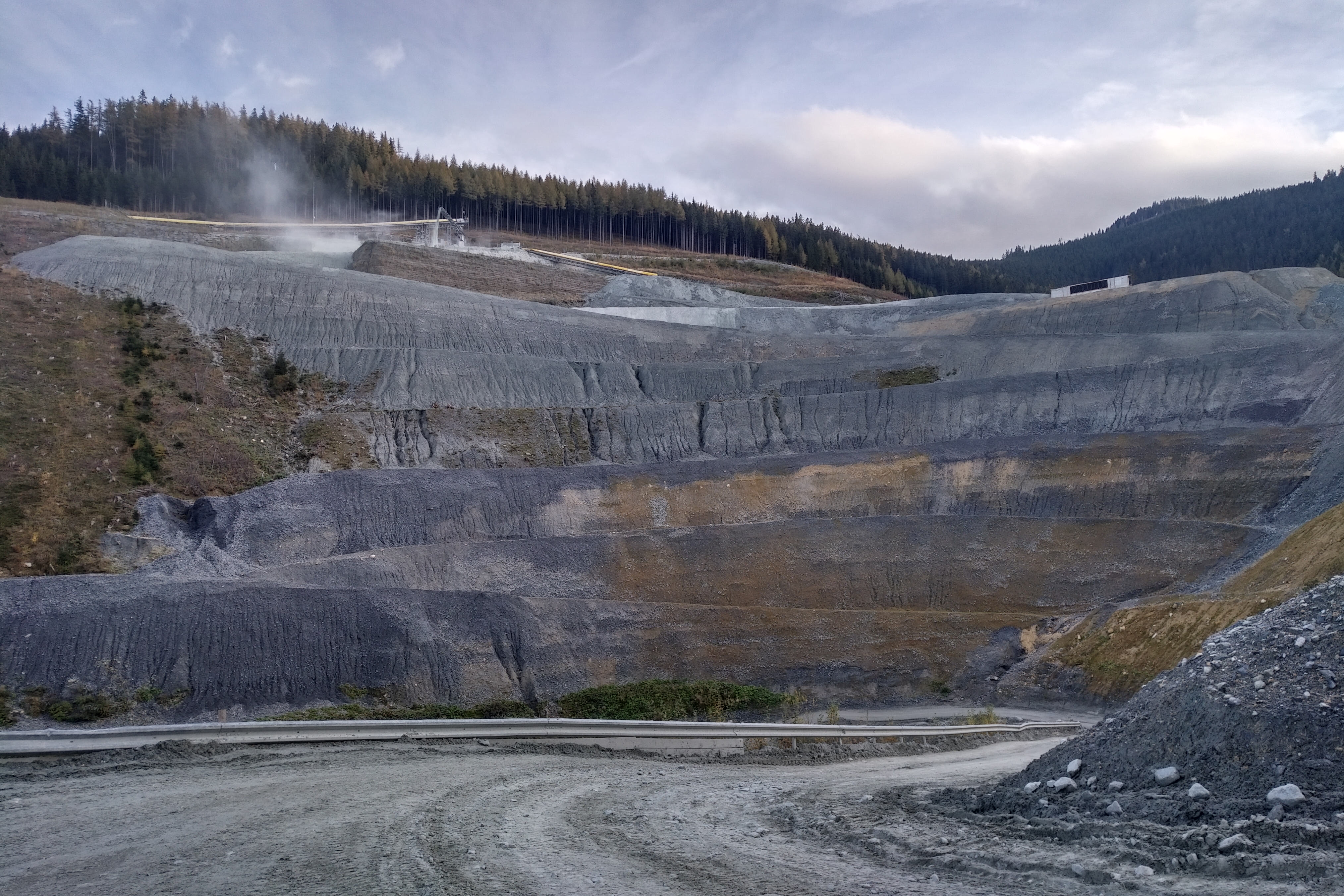
Deponie Longsgraben im Bau 2019

| Name            | Mündungsseite | Mündungsort         | Einzugsgebiet in km² |
| --------------- | ------------- | ------------------- | -------------------- |
| Stuhlecker Bach | links         | Gruber              | 02,13                |
| Steinerbach     | links         |                     | 01,12                |
| Longsbach       | links         | Peterbauer          | 01,68                |
| Hasentalbach    | links         |                     | 01,48                |
| Dürrbach        | rechts        | Steinhaus           | 13,40                |
| Holzerbach      | rechts        | Grubbauer           | 02,08                |
| Jauernbach      | rechts        | Jauern              | 01,80                |
| Kaltenbach      | links         | Spital am Semmering | 09,11                |
| Kalkangerbach   | rechts        |                     | 01,93                |
| Sommeraubach    | links         | Schloß Sommerau     | 02,08                |
| Wallersbach     | rechts        |                     | 08,68                |
| Steinbach       | links         | Edlach              | 09,52                |
| Scheedbach      | links         |                     | 02,27                |
| Auersbach       | links         | Mürzzuschlag        | 08,86                |

## Deponie Longsgraben
Im Longsgraben, einem unbewohnten Seitental des Fröschnitztales, wurden 4 Millionen Kubikmeter Bodenaushub und 1 Million Kubikmeter Baurestmassen vom Bau des  Semmering-Basistunnels abgelagert. Die Arbeiten wurden 2023 abgeschlossen und es wurde mit der Begrünung begonnen.

## Sonstiges
- Semmeringbahn-Wanderweg: Von Steinhaus bis Mürzzuschlag führt der Semmeringbahn-Wanderweg durch das Tal des Fröschnitzbaches.[6]